# Cenocoelius huggerti
Cenocoelius huggerti is een insect dat behoort tot de orde vliesvleugeligen (Hymenoptera) en de familie van de schildwespen (Braconidae). De wetenschappelijke naam van de soort werd voor het eerst geldig gepubliceerd door Pitz & Sharkey in 2005.

## Voorkomen
De soort is aangetroffen in Gambia.